# Madatyphlops arenarius
Madatyphlops arenarius (Wallach & Glaw, 2009) è un serpente della famiglia Typhlopidae, endemico del Madagascar.